# Frank Sheeran
Pour les articles homonymes, voir Sheeran.
Frank « The Irishman » Sheeran, né le 25 octobre 1920 à Darby, en Pennsylvanie, et mort le 14 décembre 2003 près de Philadelphie, est un syndicaliste américain d'origine irlandaise qui a été accusé d'avoir des liens avec la mafia italo-américaine.

## Biographie
Fils d'immigrés irlandais, Frank Sheeran occupe une haute fonction au sein du syndicat professionnel des chauffeurs routiers, l'International Brotherhood of Teamsters. Il est accusé d'avoir des liens avec la famille Bufalino et d'avoir été une figure de premier plan dans la corruption des syndicats par le crime organisé. Le 31 octobre 1980, Sheeran a été reconnu coupable de onze chefs d'accusation pour racket. Il écopera d'une peine de trente-deux ans de prison, dont il ne purgera que treize années.
Sheeran est mort d'un cancer le 14 décembre 2003, à l'âge de 83 ans, dans une maison de soins infirmiers à West Chester, en Pennsylvanie. Il est enterré au cimetière Holy Cross de Yeadon, en Pennsylvanie.
Peu de temps avant sa mort, Sheeran a avoué avoir tué Jimmy Hoffa, le dirigeant du syndicat professionnel des Teamsters. L'auteur Charles Brandt (en) détailla les confessions de Sheeran dans son livre J'ai tué Jimmy Hoffa, dont la publication en 2004 fut suivie de nombreuses corroborations des faits relatés. Le docteur Michael Baden, ancien médecin examinateur en chef de New York, écrivit que « la confession de Sheeran sur la manière employée pour tuer Hoffa est confirmée par les preuves, elle est entièrement crédible et résout le mystère Hoffa ». Cependant la véracité du livre et des confessions qui s'y trouvent a également été débattue, notamment sur le fait que Sheeran ait tué Hoffa et Joe Gallo.

## Dans la fiction
- The Irishman, film de Martin Scorsese inspiré de la biographie écrite par Charles Brandt, est sorti en 2019 sur Netflix. Le personnage de Sheeran est incarné par Robert De Niro et Al Pacino interprète celui de Jimmy Hoffa.